# Robert Walthour Jr
Robert "Bob" Walthour Júnior (Atlanta, 27 de setembro de 1902 - Condado de Orange, 29 de fevereiro de 1980) foi um ciclista estatunidense, profissional desde 1922 até 1937. Especializou-se no ciclismo em pista.
Era filho do também ciclista Robert Walthour.

## Palmarés
- 1921
  - Campeão dos Estados Unidos em velocidade
- 1924
  - 1.º nos Seis dias de Chicago (com Harry Horan)
- 1925
  - 1.º nos Seis dias de Chicago 1 (com Reginald McNamara)
  - 1.º nos Seis dias de Chicago 2 (com Fred Spencer)
  - 1.º nos Seis dias de Nova Iorque (com Fred Spencer)
- 1926
  - 1r aos Seis dias de Chicago (com Reginald McNamara)
- 1927
  - 1.º nos Seis dias de Chicago (com Franco Giorgetti)
- 1936
  - 1.º nos Seis dias de Ottawa (com Albert Heaton e Roy McDonald)
- 1937
  - 1.º nos Seis dias de Los Angeles (com Oscar Juner)